# Offenhausen (Oberösterreich)
Offenhausen  ist eine Marktgemeinde in Oberösterreich im Bezirk Wels-Land im Hausruckviertel mit 1710 Einwohnern (Stand 1. Jänner 2024).

## Geografie
Offenhausen liegt auf einer Höhe von 386 m ü. A. im Grünbachtal, eingebettet in die hügeligen Ausläufer des Hausrucks. Die Ausdehnung beträgt von Nord nach Süd fünf Kilometer, von West nach Ost sieben Kilometer. Die Gesamtfläche beträgt 15,1 Quadratkilometer. 17,9 Prozent der Fläche sind bewaldet, 70,9 Prozent der Fläche sind landwirtschaftlich genutzt. Das Gemeindegebiet wird von West nach Ost vom Grünbach durchflossen.
Die Bezirkshauptstadt Wels ist etwa 17 Kilometer in östlicher Richtung entfernt und über die gut ausgebaute Grünbachtal-Landesstraße zu erreichen.

### Geologie
Das Gemeindegebiet von Offenhausen liegt in der Oberösterreichischen Molassezone. Wie in anderen Orten der Region um Wels wurde in den 1960er Jahren auch in Offenhausen von der Rohöl-Aufsuchungs AG ein Erdöl- und Erdgasfeld entdeckt. Während die Erdölförderanlage bei Pfaffendorf aufgrund wirtschaftlicher Unrentabilität Ende der 1990er Jahre abgebaut wurde, liefert das Gasfeld Offenhausen bis dato Erdgas für das oberösterreichische Ferngasnetz.

## Gemeindegliederung
Das Gemeindegebiet umfasst folgende 32 Ortschaften (in Klammern Einwohnerzahl Stand 1. Jänner 2024):
- Aigen (11)
- Amesberg (1)
- Balding (27)
- Eglsee (8)
- Großkrottendorf (139)
- Grub (15)
- Haindorf (28)
- Hölking (11)
- Humplberg (12)
- Kapsam (11)
- Kleinkrottendorf (9)
- Kohlböckhof (6)
- Kronberg (3)
- Kurzenkirchen (11)
- Linet (22)
- Maierhof (9)
- Moos (60)
- Obereggen (8)
- Offenhausen (1083)
- Osterberg (24)
- Paschlberg (7)
- Pfaffendorf (35)
- Sittenthal (9)
- Stockerberg (2)
- Stritzing (1)
- Untereggen (28)
- Voglsang (14)
- Vornholz (4)
- Weinberg (44)
- Wies (3)
- Wieshäusl (37)
- Würting (28)

Die Gemeinde besteht aus den Katastralgemeinden Großkrottendorf, Humplberg, Offenhausen und Würting.
Die Gemeinde gehörte bis 2012 zum Gerichtsbezirk Lambach und ist seit dem 1. Jänner 2013 Teil des Gerichtsbezirks Wels.

### Nachbargemeinden
|                  | Kematen am Innbach (GR)                     | Pichl bei Wels |
| Meggenhofen (GR) | Kompassrose, die auf Nachbargemeinden zeigt | Gunskirchen    |
| Bachmanning      | Pennewang                                   |                |

## Geschichte
Im Gemeindegebiet von Offenhausen kamen bislang keine vorgeschichtlichen Spuren irgendwelcher Art zum Vorschein. Zur Römerzeit soll eine Römerstraße zwischen den Städten Ovilava (Wels) und Castra Regina (Regensburg) durch Offenhausens Gemeindegebiet verlaufen sein. Sie führte vermutlich von Wels kommend auf die Höhen des westlichen Hügellandes, bei der Ortschaft Burgstall (Kematen) vorbei auf dem heute noch von Einheimischen als „Römerstraße“ bezeichneten Waldweg im Vornholzer Wald, weiter über Geboltskirchen auf den Westast des Hausruckwaldes nach Burghausen, Neuötting (lat. Turum) und schließlich bis Regensburg (Castra Regina).
Ortsnamen, die auf -ing, -ham, -hausen, -kirchen oder -dorf enden, wie sie im Gemeindegebiet unter anderem vertreten sind, lassen auf eine frühe bayrische Besiedlung ab dem 6. Jahrhundert schließen.
Im Jahre 814 erfolgte die erste schriftliche Erwähnung des Schlosses Würting ('actum ad wirtingen'); 1140 ist die erste urkundliche Nennung Offenhausens dokumentiert: Liupertus von Offenhausen wird in einer Schenkungsurkunde als Zeuge genannt. Das Patronat der Pfarrkirche zum hl. Stefan weist auf eine Gründung Passaus (Dom zum hl. Stephanus) hin, zu dessen Diözese Offenhausen in dieser Zeit gehörte. 1359 wurde Offenhausen von der Mutterpfarre Pichl bei Wels gelöst und erstmals als eigene Pfarre schriftlich erwähnt.

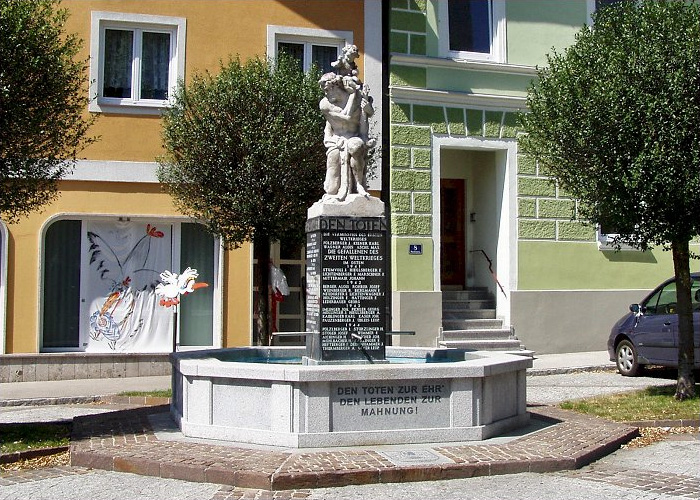
Marktbrunnen mit Kriegerdenkmal und Christophorus-Statue

Am 12. November 1534 erhielt das Dorf Offenhausen ein Marktprivileg. Jörg III. von Perkheim, Besitzer der Herrschaft Würting, erreichte bei König Ferdinand I. auf Verlangen der Einwohner und durch seine Fürbitte für das ihm untertänige Dorf die Erhebung zum Markt. Dieses hatte sich zu einem regionalen Zentrum von Handel, Gewerbe und Handwerk entwickelt. In seinem Testament stiftete Jörg III. von Perkheim 1559 auch die erste Schule in Offenhausen („gemaine Schul“) – 215 Jahre vor der 1774 unter Maria Theresia eingeführten allgemeinen Schulpflicht.
1620 verwüstete das Heer der katholischen Liga von Bayern kommend das Hausruckviertel. Von über hundert zerstörten Ortschaften war Offenhausen besonders arg betroffen. 1687 weihte Johann Maximus Steiner von Pleyfelden, Weihbischof in Passau, die wiederhergestellte und mit neuen Altären ausgestattete Pfarrkirche von Offenhausen ein. 1751–1754 erfolgten Zwangsübersiedlungen von evangelischen Einwohnern nach Siebenbürgen.
In der Pfarre Offenhausen lebten im Jahr 1800 bereits 1.273 Katholiken. Im Jahre 1830 standen in der Pfarre Offenhausen 234 Häuser mit 338 Wohnparteien, in denen 1345 Einwohner lebten, davon im Markt 95 Häuser mit 112 Wohnparteien und 569 Einwohnern. Wie in anderen Märkten und Städten jener Zeit gab es auch in Offenhausen ein Spital, in dem Bürger im Krankheits- und Armutsfall verpflegt werden konnten.
Ende des 18. und Anfang des 19. Jahrhunderts erlangte Offenhausen durch die Werkstätten der „Tischler in Aigen“ und des „Tischler in Moos“ eine gewisse Berühmtheit. Vor allem Georg Praitwieser (1768–1849) gehört mit seinen kunstvoll bemalten Möbeln zu den bedeutendsten Vertretern oberösterreichischer 'Bauernmöbel'.
1889 erfolgte die Gründung des örtlichen Kindergartens (damals: „Kinderbewahranstalt“), bei der sich Johann Karl Grillmayr, der Besitzer des Schlosses Würting, besondere Verdienste erwarb. 1927 erfolgte der Bau eines Schwimmbades und eines öffentlichen Wannenbades.
Der Kindergarten Offenhausen wurde von seiner Eröffnung 1889 bis ins Jahr 1996 von zumeist zwei Kreuzschwestern geleitet. Aufgrund steigender Kinderzahlen und des bestehenden Platzmangels wurde Ende der 1990er Jahre ein Neubau notwendig. Im Jahr 2002 wurde das neue Kindergartengebäude auf dem Gelände des Pfarrhofgartens feierlich eröffnet.
Der rechtsextreme Verein Dichterstein Offenhausen legte 1963 östlich des Ortes die sogenannte Dichtersteinanlage an. Die jährlichen Vereinstreffen wurden von Rechtsextremisten und Neonazis aus ganz Europa besucht. 1999 wurde der Verein wegen NS-Wiederbetätigung behördlich aufgelöst.
1990 wurde anlässlich einer Aktion der oberösterreichischen Landesregierung Offenhausen zum Herzdorf Oberösterreichs erkoren. Verloren geglaubte Deckenbilder einer Kassettendecke aus dem Schlosse Würting wurden 1995 vom Verein 'Denkmalpflege Oberösterreich' mit Hilfe des Landes und des Bundes durch einen Rettungskauf sichergestellt. Das Ziel des Bundesdenkmalamtes ist die Wiederanbringung im Schloss Würting, wenn dort entsprechend würdige Voraussetzungen für die Präsentation geschaffen werden.

### Einwohnerentwicklung
Im Jahr 1869 hatte die Gemeinde laut Statistik Austria bereits 1424 Einwohner, bis 1981 sank die Zahl aber auf 1252. Von Ende der 1980er Jahre bis Anfang der 2010er stieg die Einwohnerzahl (Volkszählung im Jahr 1991: 1340 Einwohner, 2001: 1546 Einwohner, 2011: 1607 Einwohner), seither stagniert sie bei etwas mehr als 1600 Einwohnern.

## Kultur und Sehenswürdigkeiten

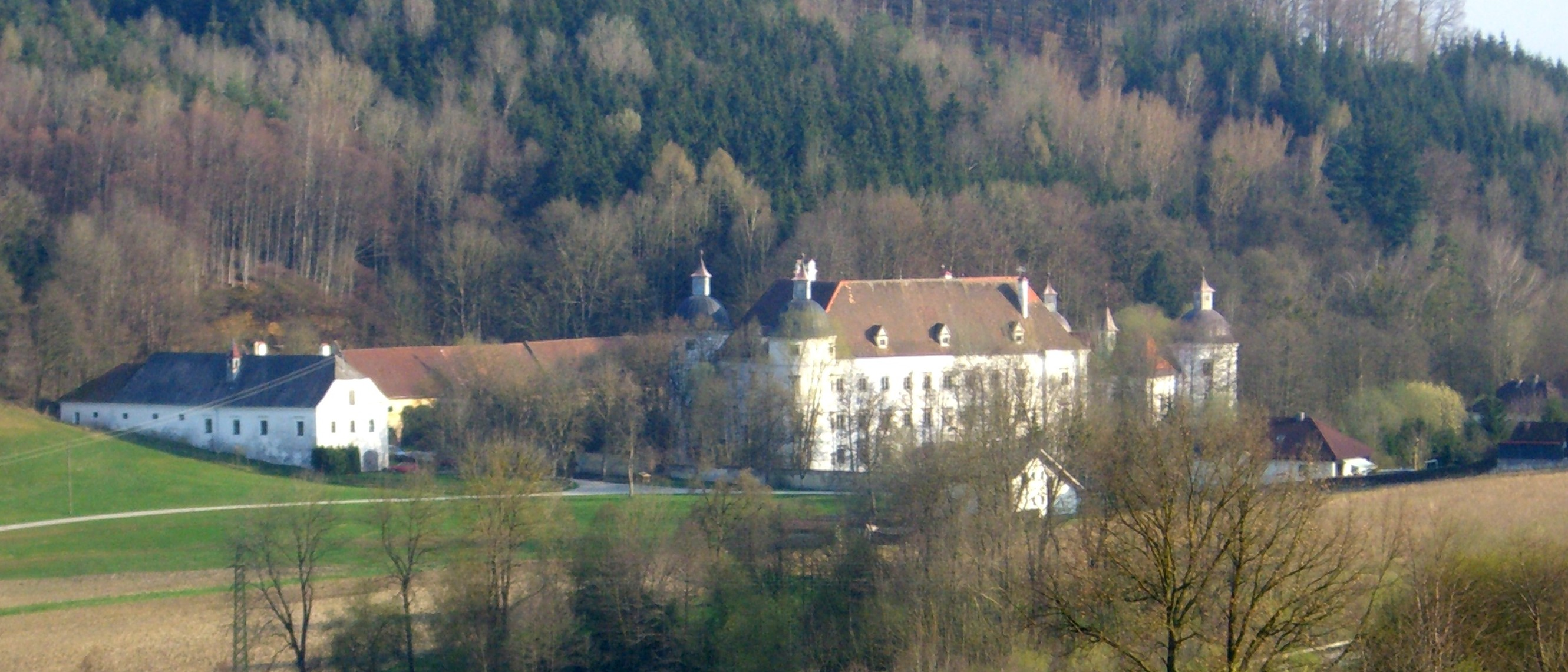
Schloss Würting

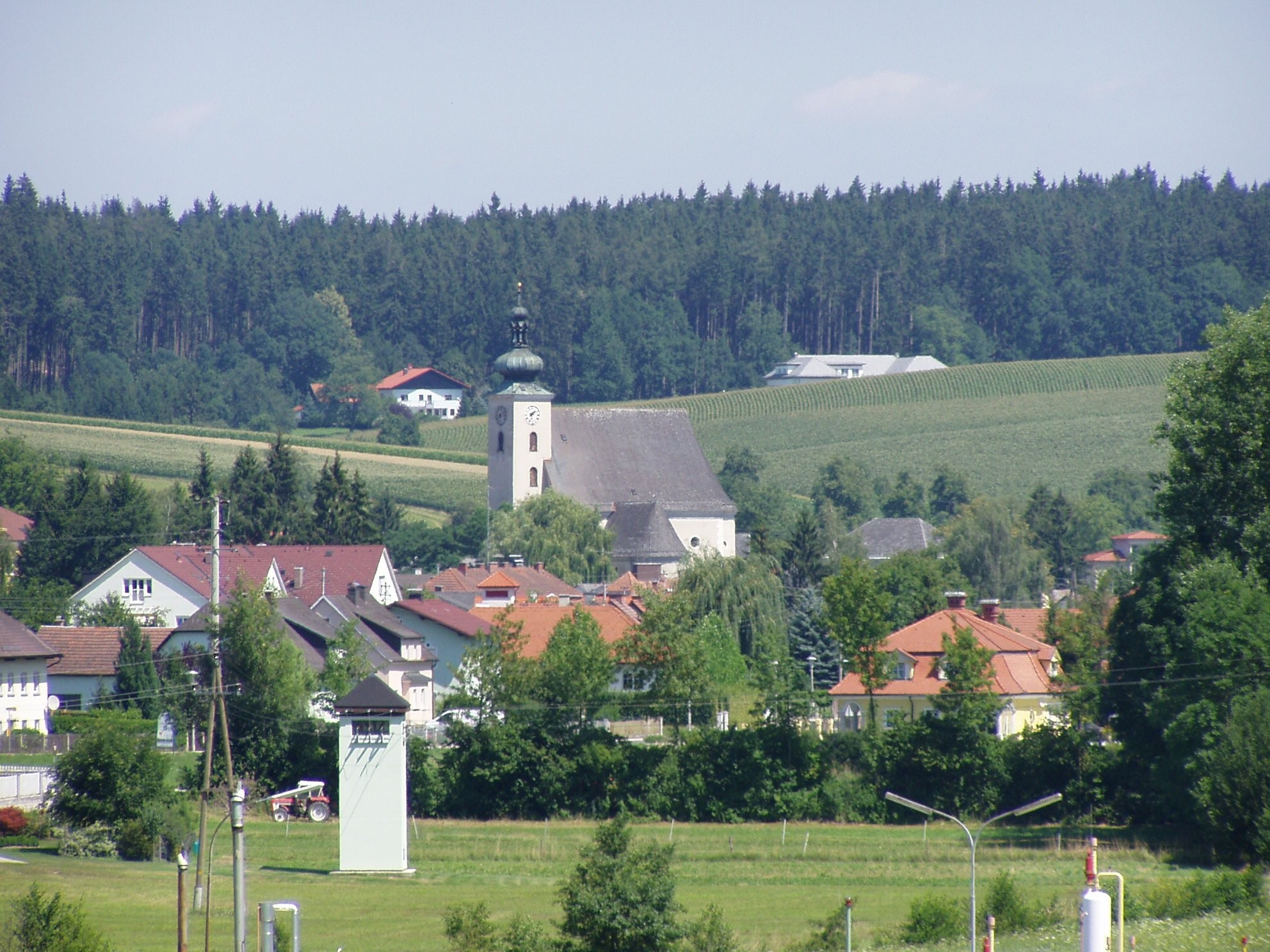
Pfarrkirche Offenhausen

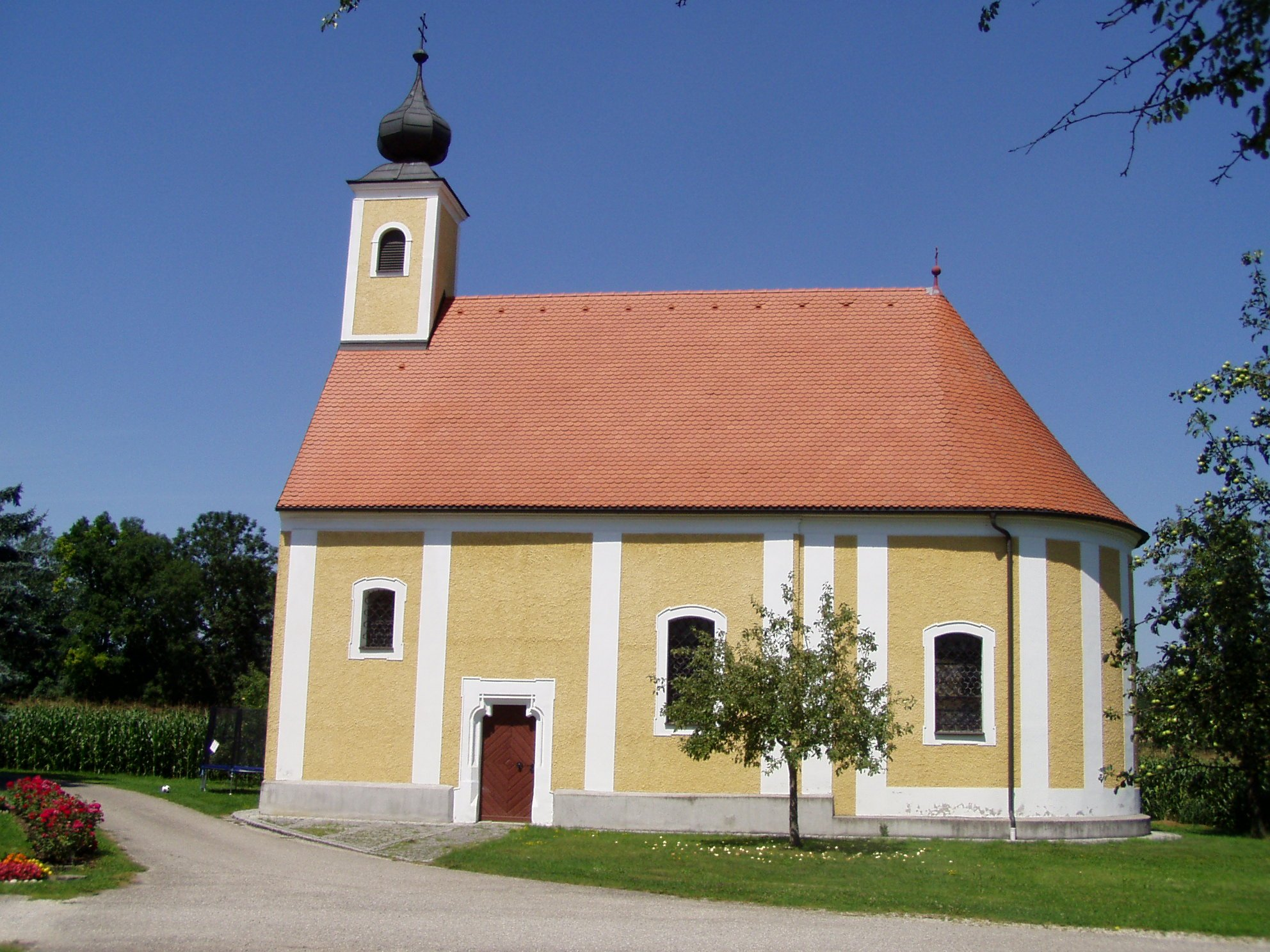
Filialkirche zum hl. Vitus

Kaiser Franz Josef Jubiläumseiche aus dem Jahr 1908

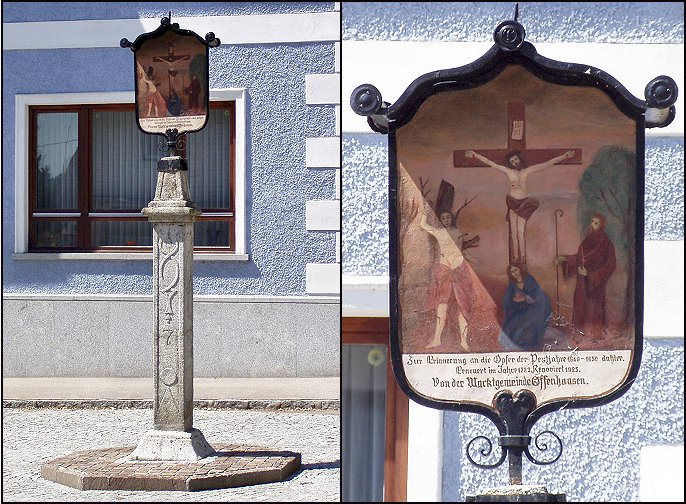
Pestsäule: Zur Erinnerung an die Opfer der Pestjahre 1649–1650 darhier.

Historische Wäscheschwemme

- Schloss Würting: auf das 9. Jahrhundert zurückreichendes, bis 1610 im heutigen Erscheinungsbild im Renaissance-Stil umgestaltetes, bedeutendes Wasserschloss
- Katholische Pfarrkirche Offenhausen hl. Stephan: In der Österreichischen Kunsttopographie wird die Pfarrkirche als die „vielleicht bedeutendste in Renaissanceformen gehaltene Marktkirche Oberösterreichs“ bezeichnet. Hochaltarbild aus 1754 von Bartolomeo Altomonte. Es zeigt die Steinigung des hl. Stephanus.
- Historische Wäscheschwemme: Die Wäscheschwemme wurde 1455 erstmals als Weyerl (= Weiher) genannt. Aus dem Jahr 1662 ist die Bezeichnung Wösch (= Wäscheschwemme) überliefert.
- Pestsäule: am Marktplatz
- Marktbrunnen mit Christophorus-Statue: am Marktplatz
- Kaiser Franz Josef Jubiläumseiche: in unmittelbarer Nähe der Wäscheschwemme wurde im Jahr 1908 anlässlich des 60-jährigen Thronjubiläums von Kaiser Franz-Josef I. von der Bürgerschaft des Marktes eine Eiche gepflanzt.
- Filialkirche zum hl. Vitus: Die zur Pfarre Meggenhofen gehörige Filialkirche befindet sich auf dem Veitsberg in der Gemeinde Offenhausen. Die Kirche hat einen barocken Zwiebelhelm und birgt im Inneren drei bemerkenswerte barocke Altäre.

- Der Heimatverein Offenhausen veranstaltet Theateraufführungen.[19]

## Wirtschaft und Infrastruktur

### Wirtschaft
Von 1999 bis 2010 nahm die Anzahl der landwirtschaftlichen Betriebe von 71 auf 53 ab. Von diesen 53 waren 21 Nebenerwerbsbauern. Im Jahr 2011 waren in der Landwirtschaft 60 Erwerbstätige beschäftigt, 128 im Produktionssektor und 151 in Dienstleistungsberufen.

### Infrastruktur
- Straße: Offenhausen liegt südlich der Innkreis Autobahn A8, die Auffahrt Meggenhofen-Gallsbach ist rund sechs Kilometer entfernt.[22]
- Öffentlicher Verkehr: Der nächste Bahnhof Gunskirchen an der Westbahn ist in 16 Minuten mit dem Bus erreichbar.[23]

### Sport
Der Sportclub Offenhausen besteht aus den Sektionen Tennis, Schützen und Fußball.
In Offenhausen gibt es zwei Tennisplätze, eine Schießsportanlage, eine Asphaltstockhalle, eine Turnhalle, einen Beachvolleyballplatz, einen Mehrzweck-Hartgummiplatz, einen Fußballplatz sowie das „Grünbachtalstadion“. Im Ort besteht seit 1927 ein Freibad. Beschilderte Wanderwege führen in die sanften Hügel rund um Offenhausen.

## Politik

### Gemeinderat
Der Gemeinderat hat 19 Mitglieder.
- Mit den Gemeinderats- und Bürgermeisterwahlen in Oberösterreich 2003 hatte der Gemeinderat folgende Verteilung: 11 ÖVP, 4 SPÖ und 4 FPÖ.
- Mit den Gemeinderats- und Bürgermeisterwahlen in Oberösterreich 2009 hatte der Gemeinderat folgende Verteilung: 11 ÖVP, 4 SPÖ und 4 FPÖ.
- Mit den Gemeinderats- und Bürgermeisterwahlen in Oberösterreich 2015 hatte der Gemeinderat folgende Verteilung: 11 ÖVP, 7 FPÖ und 1 SPÖ.
- Mit den Gemeinderats- und Bürgermeisterwahlen in Oberösterreich 2021 hat der Gemeinderat folgende Verteilung: 9 ÖVP, 5 FPÖ und 5 SPÖ.[24][25]

### Bürgermeister
- bis 2015 Hermann Stoiber (ÖVP)
- 2015–2020 Johann Stürzlinger (ÖVP)
- seit 2020 Martina Schmuckermayer (ÖVP)[26][27][28]

### Gemeindepartnerschaften
- seit 2001  Offenhausen (Mittelfranken) in Bayern, Deutschland

### Wappen
Offizielle Beschreibung des Gemeindewappens: In Blau auf goldenem, steinigem Schildfuß ein silberner, zweitürmiger, gequaderter und gezinnter Torbau, jeder Turm mit drei schwarz geöffneten Fenstern, zwei über eins gestellt, die durchbrochene Mauerpforte mit halbaufgezogenem, goldenem Fallgatter; auf den Zinnen über dem Tor ein goldener, wachsender Affe, der einen grünen Zweig mit drei goldenen Eicheln in den Vorderpfoten hält.
Wann das Wappen verliehen wurde, ist nicht bekannt. Das alte, seit 1579 nachweisbare Marktwappen zeigte einen nach links gewendeten sitzenden Affen, der einen Zweig mit drei Eicheln in der linken Pfote hält. Die heute gebräuchliche Darstellung findet sich erstmals auf einem Siegel aus dem Jahr 1637. Die Versinnbildlichung des Ortsnamens durch die Darstellung eines Affen ist eine der abwegigen „redenden“ Auslegungen der Volksetymologie.

## Persönlichkeiten

### Söhne und Töchter der Gemeinde
- Jörg III. von Perkheim (1485–1559), Besitzer des Schlosses Würting, Abgeordneter zum Linzer Landtag sowie dessen Vertreter auf mehreren Reichstagen (Regensburg, Speyer, Augsburg), Vorstreiter der Protestantischen Sache[30], erreichte 1534 bei König Ferdinand I. die Markterhebung von Offenhausen, stiftete die Volksschule Offenhausen („gemaine“ Schule) und bedachte in seinem Testament weitere wohltätige Stiftungen.[8]
- Klothilde (Lotte) Kiener (1891–1980), Mundartdichterin. Stammte vom Aichergut in Großkrottendorf. 1975 Auszeichnung mit dem Goldenen Ehrenzeichen des Stelzhamerbundes. Sie lebte seit 1926 in Gallspach, wo sie eine Fremdenpension betrieb.
- Matthias Mühlbacher (1899–1957), Erbauer der heute als Konzert- und Veranstaltungshalle genutzten Sägewerkshalle, Großvater von Mathilde Schwabeneder.
- Hans Reinthaler (1900–1964), Mundartdichter, Erzähler, Dramatiker[31]
- Franz (Balduin) Reinthaler (1901–1969), Maler und Pfarrer in Kärnten[32]
- Anton Reinthaler (* 1950), Chorleiter, Organist und Komponist, von 1986 bis 2003 Domkapellmeister am Linzer Mariendom, Maler
- Othmar Commenda (* 1954), General a. D., von Mai 2013 bis Juni 2018 Chef des Generalstabes des österreichischen Bundesheeres.[33]
- Peter Schierl, Mitarbeiter der Weltbank in Washington und Filmproduzent („Einer von uns“, Film über das Leben von Franz Jägerstätter).[34][35][36]
- Ivona Dadic (* 1993), Leichtathletin und mehrfache Staatsmeisterin im Siebenkampf.

### Personen mit Bezug zur Gemeinde
- König Ferdinand I. (1503–1564), verlieh Offenhausen 1534 das Marktrecht
- Christoph Weiß (1559–1617), wohlhabender Kaufmann und Burgvogt von Wels, erwarb 1604 das Schloss Würting und ließ es bis 1610 im Renaissance-Stil in das bis heute erhaltene Erscheinungsbild umbauen
- Bartolomeo Altomonte (1694–1783), Maler, schuf 1754 das Hochaltarbild in der Pfarrkirche
- Georg Praitwieser (Schreibweisen auch: Praitwiser, Preitwieser, Breitwieser) (1768–1849), Tischlermeister und Maler, als „Tischler in Moos“ einer der bedeutendsten Vertreter oberösterreichischer 'Bauernmöbel'.[15][16]
- Johann Karl Grillmayer (1862–1915), Sohn des Gründers der Spinnerei Kleinmünchen (heutige Linz Textil AG), Besitzer des Schlosses Würting, großer karitativer Wohltäter u. a. in Offenhausen[37]
- Arthur Kaufmann (1872–1938), Schachspieler, genoss 10 Jahre lang Gastrecht der Fam. Gutmann auf Schloss Würting
- Paul Kammerer (1880–1926), Biologe, verbrachte mehrere Sommer auf Schloss Würting und erhielt hier seinen Spitznamen „Krötenküsser“[38]
- Richard Nikolaus Coudenhove-Kalergi (1894–1972), schrieb 1923 auf Schloss Würting in Offenhausen sein programmatisches Werk Pan-Europa
- Mathilde Schwabeneder (1956–2025), ORF-Korrespondentin und Leiterin der ORF-Außenstelle in Rom, Buchautorin[39]